# Англо-голландская конвенция (1814)
Англо-голландская конвенция 1814 года, также известное как Лондонская конвенция 1814 года — соглашение между Великобританией и Нидерландами, заключенное 13 августа 1814 года в Лондоне о возврате Британией голландских колониальных владений. Со стороны Великобритании оно было подписано Робертом Стюартом, со стороны Нидерландов Хендриком Фагелем.

## Предыстория
В ходе наполеоновских войн большая часть колоний Нидерландов, с 1810 года формально включённых в границы Французской империи, оказалась в английских руках. По соглашению о капитуляции в Тунтанге 17 сентября 1811 года голландские власти (уже присягнувшие в верности Наполеону) сдали Яву и другие владения в Индонезии англичанам.
В то же время, в связи сложившейся в Европе обстановкой, принц Виллем VI Оранский (будущий король Виллем I), начал зондировать почву и уже в марте 1813 года, во время посещения Лондона, поставил вопрос о возвращении Голландии всех её колоний, захваченных Великобританией. Последняя была заинтересована в создании из Голландии, реставрированной в виде королевства, крепкого барьера на севере Франции и была готова пойти на уступки в возврате приобретённых земель. Однако она при этом желала сохранить в своих руках наиболее важные из захваченных колоний. В ноябре 1813 года в декларации Каслри Британия выдвинула принцип возвращения лишь тех голландских колоний, которые были захвачены после заключения Амьенского мирного договора. Таким образом, она оставляла за собой остров Цейлон. Голландский уполномоченный Фогель вынужден был подписать в Лондоне англо-голландскую конвенцию, фактически продиктованную Англией.

## Условия договора
Договор состоял из 9 статей и 3 дополнительных соглашений. Он вернул голландцам их колониальные владения в границах на 1 января 1803 года (до захвата Голландии Наполеоном). По договору Голландии возвращались все колонии в Америке, Голландия согласилась на сохранение за Великобританией Капской колонии и Цейлона, а также южно-американских населённых пунктов Демерара, Эссекибо и Бербис, где голландцы сохранили торговые права.
По статье 2 договора, Голландия обменивала Кочин (малабарское побережье Индии) на богатый оловом остров Бангка, в Малайском архипелаге, приобретённый Раффлзом во время английской оккупации Явы. Небольшой округ Бернагор близ Калькутты передавался Англии в аренду. Голландия получила право торговли в британских владениях Индии на правах наиболее благоприятствуемой нации. Но взамен обязалась не создавать впредь никаких крепостей в своих индийских владениях и не содержать там войска.
Договор отменил декларации 15 июня 1814 года, в которых был прописан, запрет работорговым голландским кораблям на вход в британские порты, но при этом, одна из статей англо-голландской конвенции обязывала Голландию принять все зависящие от неё меры для ликвидации работорговли в своих колониях.
Голландские территориальные потери Англия компенсировала тем, что брала на себя уплату половины голландского долга России и 11 миллионов флоринов Швеции. В осуществление этого было опубликовано официальное постановление голландского короля от 15 июня 1814 года.

## Последствия
По условиям англо-голландской конвенции колонии в Америке подлежали передаче в течение трёх месяцев, а колонии к востоку от мыса Доброй Надежды — в течение 6 месяцев. Сто дней Наполеона отсрочили выполнение конвенции, но и после этого возвращение всячески задерживалось английскими властями (Молуккские острова были переданы в 1817 году, а Малакка — в 1818 году). Споры, возникшие по договору, были решены очередным англо-голландским договором 1824 года.